# Clare Grey

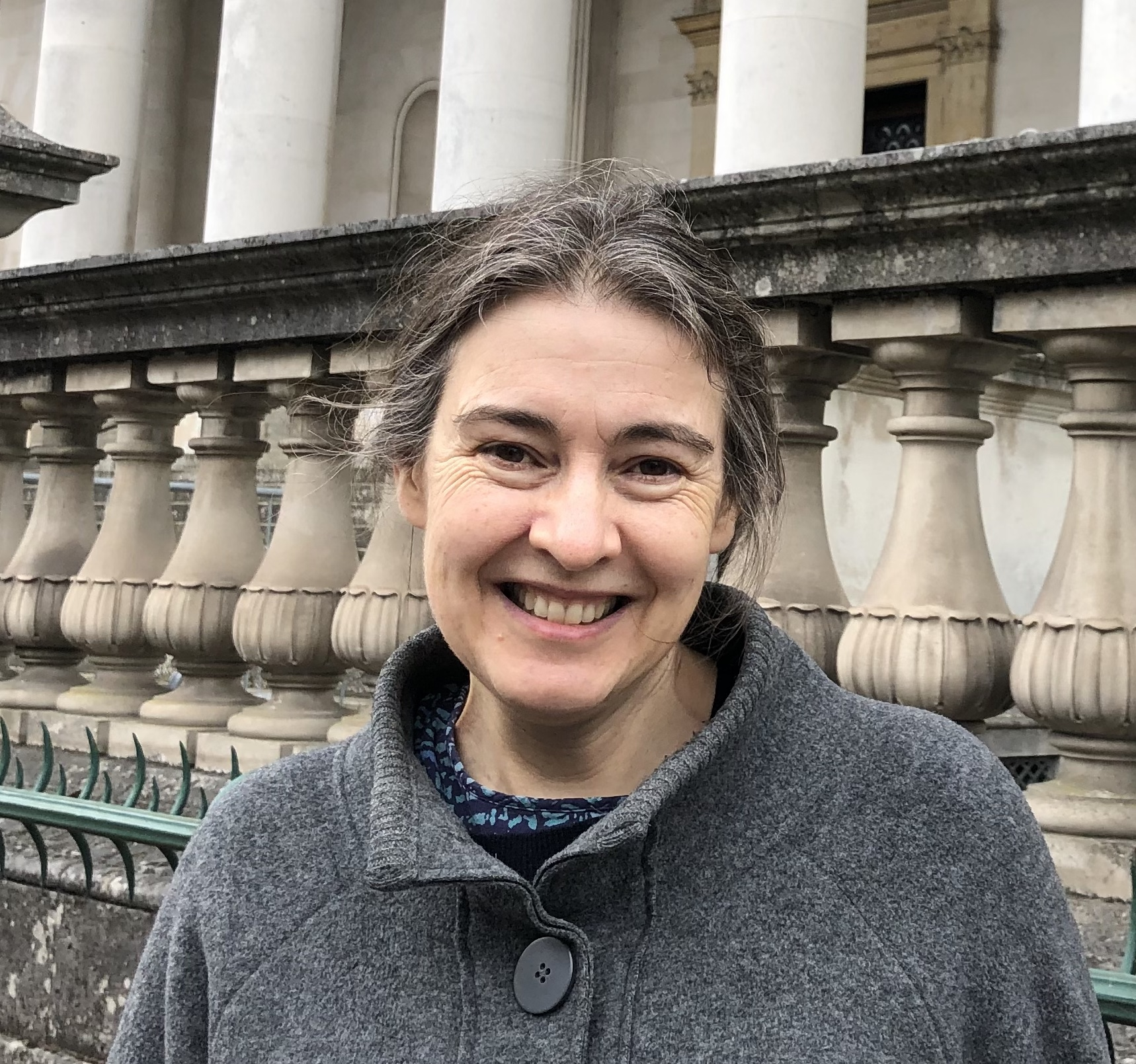
Clare Grey (2021)

Dame Clare Philomena Grey DBE FRS (* 17. März 1965) ist eine britische Chemikerin.

## Leben
Grey erwarb 1987 ihren Bachelor-Abschluss in Chemie an der Universität Oxford und wurde dort 1991 bei Anthony Cheetham promoviert. Als Post-Doktorandin war sie an der Radboud-Universität Nijmegen und 1992/93 Gastwissenschaftlerin bei DuPont Central Research and Development. 1994 wurde sie Assistant Professor an der State University of New York at Stony Brook, an der sie 2001 eine volle Professur erhielt. 2009 wurde sie Professor in Cambridge (Geoffrey Moorhouse Gibson Professor) und außerdem Direktor des North Eastern Center for Chemical Energy Storage der Stony Brook University (zurzeit (2016) Associate Director).
2000 war sie Gastprofessorin an der Universität Straßburg.
Sie befasst sich mit der Untersuchung von Lithium-Ionen-Batterien mit Kernspinresonanzspektroskopie (NMR), was auch die Untersuchung der strukturellen Änderung während des Be- und Entladens ermöglicht.
2015 kündigte sie in Science die Entwicklung von Lithiumionen-Batterien an, die einen Schritt hin zu Batterien sind, die für die chemische Reaktion gewöhnliche Luft benutzen. Diese würden einen zehnmal höhere Energiedichte pro Gewichtseinheit haben als gewöhnliche Lithium-Ionen-Batterien und einen wesentlichen Fortschritt für die Verwendung in Elektroautos bedeuten. Sie operierten zwar noch mit Sauerstoffatmosphäre, tolerierten aber schon eine gewisse Menge Wasserdampf. Sie sind in der Effizienz vergleichbar mit üblichen Lithiumionenbatterien, haben eine Graphen-Elektrode und setzen beim Entladen Lithiumhydroxid statt Lithiumperoxid an der Kathode frei.
1994 erhielt sie einen Young Investigator Award der National Science Foundation, 1997 den DuPont Young Investigator Award und 1998 bis 2000 war sie Sloan Research Fellow. 2005 erhielt sie den Arfvedson-Schlenk-Preis für Lithiumchemie, 2010 den John Jeyes Award der Royal Society of Chemistry, 2011 die Royal Society Kavli Medal, 2013 den Günther Laukien Preis, 2014 die Davy-Medaille und 2020 die Hughes-Medaille. 2021 wurde sie mit dem Körber-Preis für die Europäische Wissenschaft ausgezeichnet.
Sie ist seit 2011 Fellow der Royal Society. 2017 wurde sie in die American Academy of Arts and Sciences und die Academia Europaea gewählt. Sie ist Ehrendoktor der Lancaster University und der Universität Orléans. 2022 wurde sie in Anerkennung ihrer wissenschaftlichen Verdienste als Dame Commander des Order of the British Empire (DBE) geadelt. 2024 wurde Grey zum Mitglied der National Academy of Sciences gewählt.